# Alfred Kramer (Fußballspieler)
Alfred Kramer (* 21. Oktober 1904; † 14. November 1996), Spitzname „Ali“, war ein deutscher Fußballspieler.

## Karriere
Im März 1930 wechselte Torhüter Kramer von Arminia Bielefeld zu Holstein Kiel, da er in der Stadt an der Förde studierte. Nach drei vorangegangenen Endrundenspielen im Jahr 1930 erreichte er mit seiner Mannschaft das am 22. Juni 1930 im Düsseldorfer Rheinstadion angesetzte Finale um die Deutsche Meisterschaft. Vor 40.000 Zuschauern wurde dieses mit 4:5 gegen Hertha BSC verloren.
Vom seinerzeitigen Reichstrainer Otto Nerz wurde er in das Aufgebot der A-Nationalmannschaft für das Länderspiel gegen die Nationalmannschaft Dänemarks am 7. September 1930 in Kopenhagen berufen, jedoch nicht eingesetzt.
1933 kehrte er zu Arminia Bielefeld und 1935 erneut zu Holstein Kiel zurück. Für die „Störche“ kam er einzig am 22. September 1935 in der 2. Runde im neugeschaffenen Vereinswettbewerb um den Tschammerpokal zum Einsatz; das Spiel bei Hannover 96 wurde mit 3:4 verloren.
Am 16. April 1944 bestritt er sein zehntes und letztes Endrundenspiel um die Deutsche Meisterschaft für Holstein Kiel, als er den verletzungsbedingt ausgefallenen Stammtorhüter Rudolf Drews beim 3:2-Erfolg nach Verlängerung gegen den SV Dessau 05 im Erstrundenspiel vertrat. Nach dem Ende des Zweiten Weltkriegs war er für Arminia Bielefeld als Hockeytorwart aktiv.

## Erfolge
- Zweiter der Deutschen Meisterschaft 1930